# Ölands Köpstad

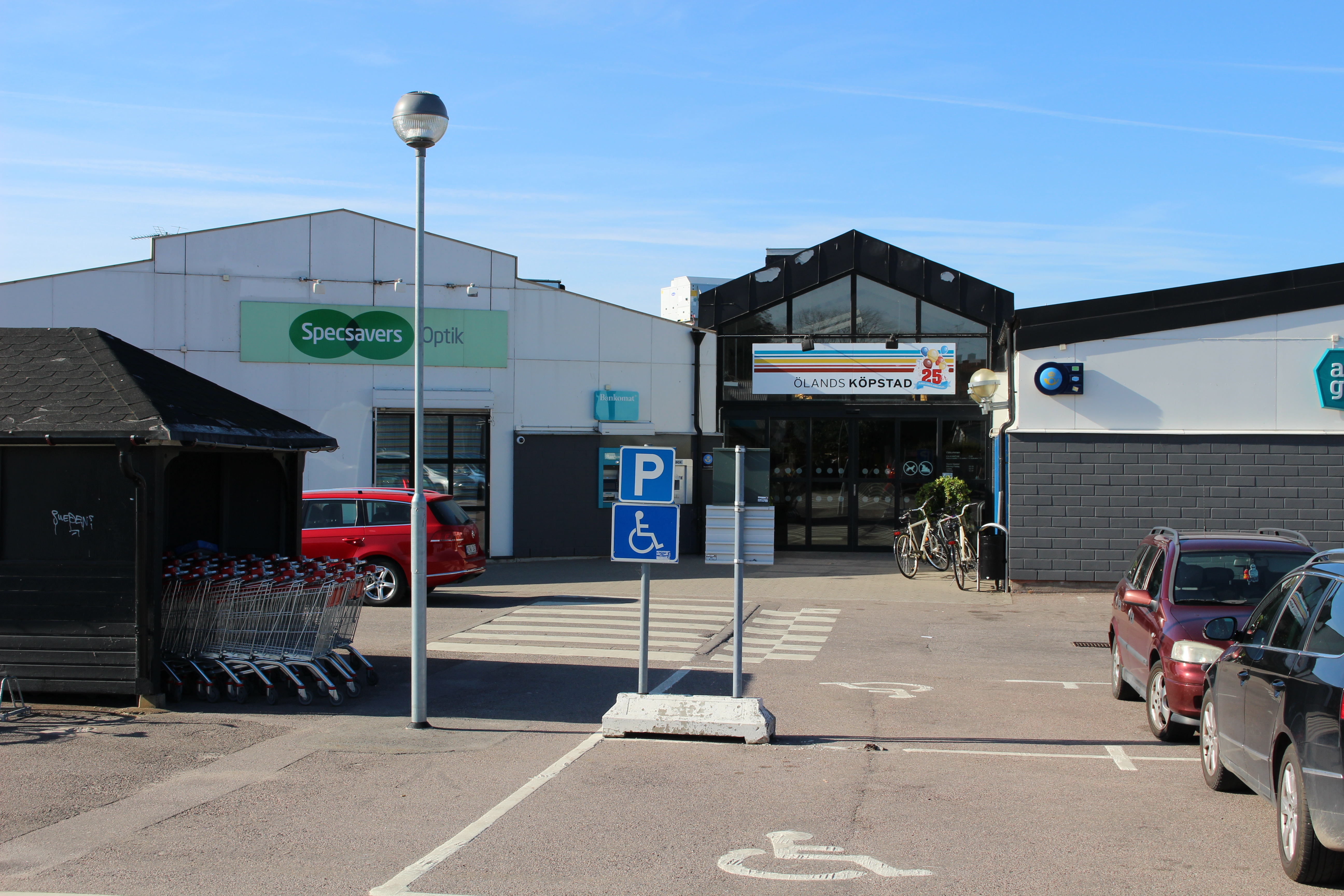
Södra ingången till Ölands Köpstad.

Ölands Köpstad är ett köpcentrum beläget strax söder om brofästet i Färjestaden, Mörbylånga kommun, Öland. Gallerian kallades först Ölands Köpcenter och byggdes 1979  och invigdes år 1981. Nuvarande Ölands Köpstad invigdes 1990. I gallerian finns flera olika affärer, bl.a. Sportringen, Jysk, Specsavers Optik, Arken Zoo, Lindex och en restaurang, samt Ölands till ytan största livsmedelsaffär ICA Kvantum. Den 16 april 2016 invigdes Färjestadens bibliotek i nyrenoverade lokaler bredvid Ölands Bank AB.
Strax  norr 
om köpcentrets västra parkering finns en husvagns- och husbilsparkering.